# Darevskia saxicola
Darevskia saxicola es una especie de lagarto del género Darevskia, familia Lacertidae. Fue descrita científicamente por Eversmann en 1834.
Habita al sur de Rusia (vertientes norte del Cáucaso occidental y central, parte occidental del precáucaso, región de Krasnodar, en el precáucaso noroccidental, en la costa noreste del Mar Negro, entre Anapa y Novorosíisk) y al oeste de la República de Georgia (hasta la llanura de Rioni). Se ha encontrado a elevaciones de hasta 2200 metros.